# Rodgers Rop

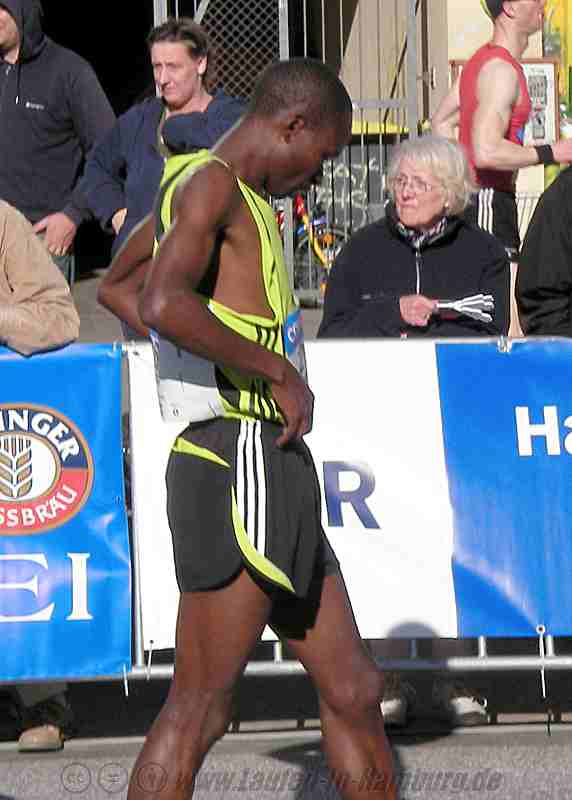
Rodgers Rop beim Marathon-Hamburg 2007, vor dem Start

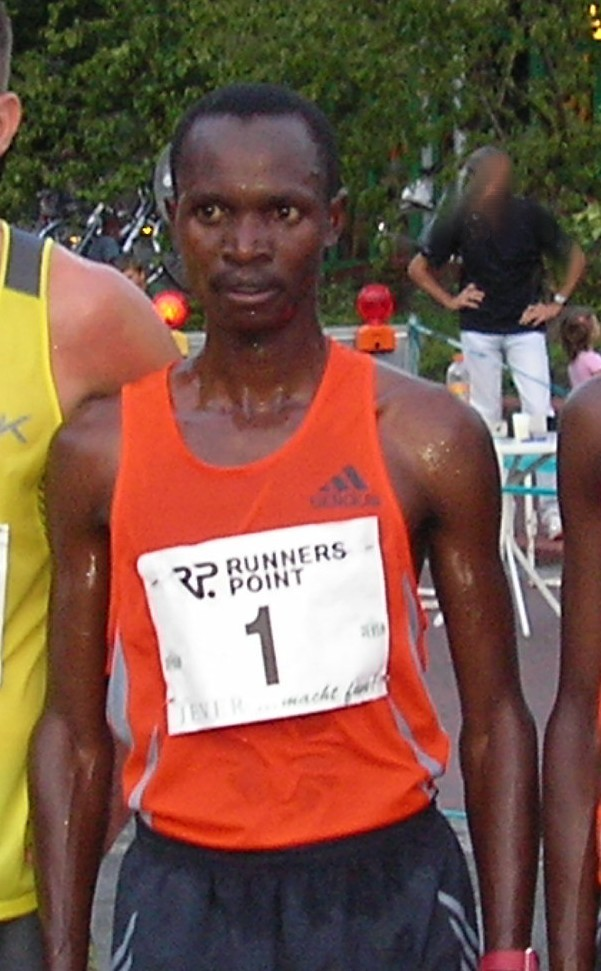
Rodgers Rop 2006 in Schortens

Rodgers Rop (* 16. Februar 1976 in Kapsabet) ist ein kenianischer Langstreckenläufer, der sich auf Straßenläufe spezialisiert hat.

## Leben
2001 siegte er beim CPC Loop Den Haag und wurde Dritter beim Berliner Halbmarathon. Bei den 25 km von Berlin stellte er mit 1:13:44 h einen Weltrekord über diese Distanz auf, der drei Jahre Bestand hatte. Im selben Jahr siegte er beim Kasseler Citylauf sowie bei den Tilburg Ten Miles und wurde jeweils Dritter beim Portugal-Halbmarathon und beim New-York-City-Marathon.
2002 wurde er Zweiter bei den 20 van Alphen und Fünfter beim Lissabon-Halbmarathon. Danach gelang es ihm als viertem Läufer nach Bill Rodgers (1978 und 1979), Alberto Salazar (1982) und Joseph Chebet (1999), im gleichen Jahr sowohl den Boston-Marathon als auch den New-York-City-Marathon für sich zu entscheiden. Auch bei den 25 km von Berlin siegte er erneut.
2003 wurde er Sechster beim Lissabon-Halbmarathon, Siebter in Boston und Zweiter in New York City. Im Jahr darauf folgte einem Sieg beim Lissabon-Halbmarathon ein dritter Platz beim Portugal-Halbmarathon und ein neunter beim Amsterdam-Marathon.
2005 wurde er Fünfter beim Lissabon-Halbmarathon, Siebter beim Paris-Marathon, Vierter beim Rotterdam-Halbmarathon und Sechster beim JoongAng Seoul Marathon. 
In der darauffolgenden Saison wurde er Achter beim Lissabon-Halbmarathon, siegte wie schon 2002 beim Paderborner Osterlauf auf der 10-km-Strecke und wurde beim London-Marathon Sechster. Im Herbst belegte er dann beim Marathon in New York City den fünften Platz.
2007 wurde er Vierter bei den 20 van Alphen und gewann in einem dramatischen Finale mit einer Sekunde Vorsprung auf Wilfred Kibet Kigen den Hamburg-Marathon. Für den Weltrekordlauf von Haile Gebrselassie beim Berlin-Marathon 2007 war Rop einer der Tempomacher.
Rodgers Rop gehört der Ethnie der Nandi an. Er wurde zeitweise von Volker Wagner trainiert und gemanagt. Wie viele andere kenianische Athleten ist er bei der Polizei angestellt.

## Persönliche Bestzeiten
- 10-km-Straßenlauf: 28:01 min, 27. Mai 2001, Den Haag
- Halbmarathon: 1:00:56 h, 11. September 2005, Rotterdam
- 25-km-Straßenlauf: 1:13:14 h, 6. Mai 2001, Berlin
- Marathon: 2:07:32 h, 29. April 2007, Hamburg